# Wedding (metropolitana di Berlino)
Wedding è una stazione della metropolitana di Berlino, sulla linea U6.

## Interscambi
- Stazione ferroviaria (Wedding)[1]
- Fermata autobus